# Kysucké Nové Mesto
 Ovo je glavno značenje pojma Kysucké Nové Mesto. Za druga značenja pogledajte Okrug Kysucké Nové Mesto.
Kysucké Nové Mesto (njem. Kischützneustadt/Oberneustadl, mađ. Kiszucaújhely) je grad u sjevernoj Slovačkoj u Žilinskom kraju. Upravno je središte okruga Kysucké Nové Mesto.

## Zemljopis
Kysucké Nové Mesto leži na nadmorskoj visini od 362 metara i pokriva površinu od 26,41 km2. Nalazi se u dolini rijeke Kysuce, između planina Javorníky i Kysucká vrchovina, oko 10 km sjeverno od Žiline.

## Povijest
Prvi pisani zapis o Kysuckom Novom Mestu je iz 1246. Grad se spominje i 1325. kao Congsberg, stanovnici su se tada bavili poljoprivredom, rukotvorstvom i trgovinom.

## Stanovništvo
| Godina:     | 1993.  | 2003.   | 2013.   | 2023.   |
| ----------- | ------ | ------- | ------- | ------- |
| Broj ljudi: | 17 403 | 16 526  | 15 551  | 14 380  |
| Razlika:    |        | -5,03 % | -5,89 % | -7,53 % |

| Godina:     | 2022.  | 2023.   |
| ----------- | ------ | ------- |
| Broj ljudi: | 14 321 | 14 380  |
| Razlika:    |        | +0,41 % |

Prema popisu stanovništva iz 2021. grad je imao 14.660 stanovnika.

### Etnička pripadnost
- Slovaci 93,9%
- Česi 0,61%
- Romi 0,03%[6]

### Religija
- rimokatolici 73,85%
- ateista 16,0%
- luterani 0,72%[6]

## Vanjske poveznice
- Službena stranica grada

### Ostali projekti
|  | Zajednički poslužitelj ima još gradiva o temi Kysucké Nové Mesto |